# Ісалько (вулкан)

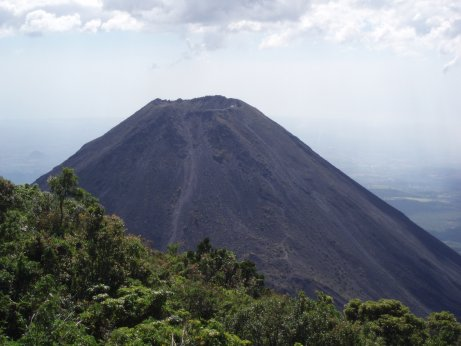
Вулкан Ісалько

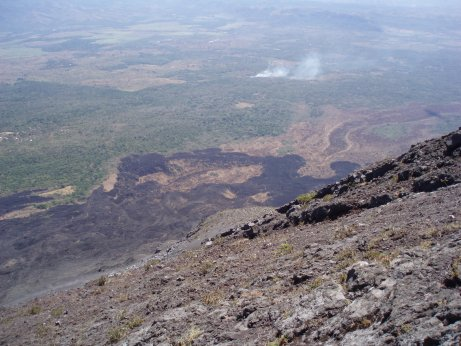
Потік лави під час виверження 1966 року

Іса́лько (ісп. Izalco) — найактивніший вулкан у Сальвадорі.
Ісалько — наймолодший із сальвадорських вулканів і один з наймолодших на американському континенті. Із жерла (кратер сягає 250 м у діаметрі) цієї гори (1885 м над рівнем моря) практично безперервно (ось уже впродовж 196 років постійних спостережень) відбуваються викиди вулканічного попелу і порід максимально на 300-метрову висоту.
Виверження від Ісалько можна побачити в Тихому океані, через що вулкан дістав другу назву — «Тихоокеанський маяк» (ісп. Faro del Pacífico). Останнє таке виверження (досить значне за своєю руйнівною силою) датується 1966 роком, після чого фіксується постійне зменшення вулканічної активності.